# Stal Gorzów Wielkopolski (żużel) w sezonie 2021
Sezon 2021 był 55. Stali Gorzów Wielkopolski w ekstralidze i 74. w historii klubu.

## Rozgrywki

### Statystyki
Zasady klasyfikacji: minimum 1 start w rozgrywkach ekstraligi w sezonie 2021.
| Msc. | Żużlowiec         | Wiek | M. | B. | Pkt. | Bon. | Razem | Śr. bieg. | KSM |
| ---- | ----------------- | ---- | -- | -- | ---- | ---- | ----- | --------- | --- |
| 1    | Bartosz Zmarzlik  | 26   | 18 | 97 | 253  | 4    | 257   | 2,649     | –   |
| 6    | Martin Vaculík    | 31   | 17 | 86 | 172  | 18   | 190   | 2,209     | –   |
| 17   | Anders Thomsen    | 27   | 18 | 93 | 158  | 13   | 171   | 1,839     | –   |
| 21   | Szymon Woźniak    | 28   | 16 | 79 | 122  | 20   | 142   | 1,797     | –   |
| 45   | Wiktor Jasiński   | 21   | 17 | 61 | 60   | 2    | 62    | 1,016     | –   |
| 47   | Rafał Karczmarz   | 22   | 14 | 48 | 36   | 6    | 42    | 0,875     | –   |
| nsk  | Kamil Nowacki     | 21   | 10 | 26 | 11   | 3    | 14    | 0,538     | –   |
| nsk  | Marcus Birkemose  | 18   | 8  | 21 | 9    | 3    | 12    | 0,571     | –   |
| nsk  | Kamil Pytlewski   | 18   | 8  | 22 | 3    | 0    | 3     | 0,136     | –   |
| nsk  | Oliwier Ralcewicz | 16   | 1  | 2  | 0    | 0    | 0     | 0,000     | –   |

Wiek według roku urodzenia. Żużlowcy do 21 lat - młodzieżowcy (inaczej juniorzy),
M. - liczba meczów, B. - liczba biegów, Pkt. - liczba punktów, Bon. - liczba bonusów,
Razem - suma Pkt. i Bon., Śr. bieg. - iloraz Razem przez B., KSM - iloczyn Śr. bieg. bez Bon. razy 4,
Msc. - miejsce na liście klasyfikacyjnej, nsk - żużlowiec niesklasyfikowany

### PGE Ekstraliga
| 1 runda 4 kwietnia 2021 | Fogo Unia Leszno | 42:48 | Moje Bermudy Stal Gorzów Wielkopolski | Stadion im. Alfreda Smoczyka Widzów: 0 Sędzia: Artur Kuśmierz |
| 1 runda 4 kwietnia 2021 | 9. Sajfutdinow 12 (2,3,2,2,2,1) 10. Kołodziej 5 (2,1,0,–,2) 11. Lidsey 1 (0,1,–,0) 12. Doyle 14 (3,3,3,1,2,2) 13. Pi. Pawlicki 7 (0,2,2,w,3) 14. Sadurski 0 (0,0,0) 15. Pludra 3 (2,0,1) 16. Szlauderbach ns | 42:48 | 1. Woźniak 6 (3,1,1,0,1) 2. Vaculík 10 (1,3,3,3,0) 3. Karczmarz 3 (1,0,1,1) 4. Zmarzlik 14 (3,2,3,3,3) 5. Thomsen 7 (2,2,w,3,0) 6. Jasiński 3 (1,1,1) 7. Nowacki 5 (3,0,2) 8. Birkemose ns | Stadion im. Alfreda Smoczyka Widzów: 0 Sędzia: Artur Kuśmierz |

| 2 runda 11 kwietnia 2021 | Moje Bermudy Stal Gorzów Wielkopolski | 52:38 | Motor Lublin | Stadion im. Edwarda Jancarza Widzów: 0 Sędzia: Artur Kuśmierz |
| 2 runda 11 kwietnia 2021 | 9. Karczmarz 1 (0,1,0,0) 10. Zmarzlik 15 (3,3,3,3,3) 11. Vaculík 13 (3,3,2,3,2) 12. Woźniak 8 (1,1,3,3,0) 13. Thomsen 11 (3,2,1,2,3) 14. Jasiński 3 (2,1,0) 15. Nowacki 1 (1,0,0) 16. Pytlewski ns | 52:38 | 1. Hampel 9 (1,3,2,1,2) 2. Buczkowski 5 (0,1,1,2,1) 3. G. Łaguta 8 (2,2,2,2,d,d) 4. Karion 0 (–,w,–,–) 5. Michelsen 10 (2,2,3,1,1,1) 6. Lampart 0 (0,0,0) 7. Cierniak 6 (3,2,0,1) | Stadion im. Edwarda Jancarza Widzów: 0 Sędzia: Artur Kuśmierz |

| 3 runda 25 kwietnia 2021 | ZOOLeszcz DPV Logistic GKM Grudziądz | 38:52 | Moje Bermudy Stal Gorzów Wielkopolski | Stadion żużlowy w Grudziądzu Widzów: 0 Sędzia: Krzysztof Meyze |
| 3 runda 25 kwietnia 2021 | 9. Kasprzak 1 (w,1,0,0,–) 10. Bjerre 5 (2,2,1,0) 11. Krakowiak 5 (1,–,1,3,0) 12. Prz. Pawlicki 9 (0,2,2,3,1,1) 13. Pedersen 10 (1,3,3,2,1,0) 14. Bartkowiak 3 (1,1,1) 15. Zieliński 5 (3,0,2) 16. Łachbaum ns | 38:52 | 1. Woźniak 10 (3,1,2,2,2) 2. Thomsen 10 (2,2,3,w,3) 3. Vaculík 12 (2,1,3,3,3) 4. Birkemose 4 (3,0,0,1) 5. Zmarzlik 13 (3,3,3,2,2) 6. Pytlewski 0 (0,0,0) 7. Jasiński 3 (2,0,1) 8. Karczmarz ns | Stadion żużlowy w Grudziądzu Widzów: 0 Sędzia: Krzysztof Meyze |

| 4 runda 23 maja 2021 | Moje Bermudy Stal Gorzów Wielkopolski | 44:46 | Eltrox Włókniarz Częstochowa | Stadion im. Edwarda Jancarza Widzów: 4 000 Sędzia: Piotr Lis |
| 4 runda 23 maja 2021 | 9. Zmarzlik 9 (3,2,1,0,3) 10. Thomsen 8 (1,1,2,2,2) 11. Woźniak 7 (1,3,1,2,0) 12. Karczmarz 1 (1,0,0,–) 13. Vaculík 12 (3,3,2,1,3) 14. Nowacki 0 (0,0,0) 15. Jasiński 7 (3,1,3,0) 16. Birkemose ns | 44:46 | 1. Madsen 6 (2,2,0,1,1) 2. Jeppesen 0 (0,0,–,–,–) 3. Smektała 2 (0,1,1,0) 4. Woryna 10 (2,2,3,2,1) 5. Lindgren 9 (2,0,2,3,2) 6. Miśkowiak 14 (2,3,3,3,3) 7. Świdnicki 5 (1,3,1,0) 8. Kowalski ns | Stadion im. Edwarda Jancarza Widzów: 4 000 Sędzia: Piotr Lis |

| 5 runda 9 maja 2021 | Marwis.pl Falubaz Zielona Góra | 40:50 | Moje Bermudy Stal Gorzów Wielkopolski | Stadion żużlowy w Zielonej Górze Widzów: 0 Sędzia: Paweł Słupski |
| 5 runda 9 maja 2021 | 9. Protasiewicz 1 (0,1,0,0,–) 10. Fricke 7 (3,2,1,1,0) 11. Dudek 16 (3,3,2,3,3,2) 12. Pawliczak 4 (2,1,0,1) 13. Žagar 3 (1,1,1,0,–) 14. Tufft 4 (2,2,0) 15. Ragus 4 (3,0,1) 16. Kvěch 1 (1) | 40:50 | 1. Woźniak 9 (2,2,2,3,0) 2. Thomsen 12 (0,3,3,3,2,1) 3. Vaculík 7 (1,0,2,2,2) 4. Karczmarz 3 (1,–,–,2) 5. Zmarzlik 17 (3,2,3,3,3,3) 6. Jasiński 1 (w,0,0,1) 7. Pytlewski 1 (1,–,0) 8. Birkemose ns | Stadion żużlowy w Zielonej Górze Widzów: 0 Sędzia: Paweł Słupski |

| 6 runda 16 maja 2021 | Betard Sparta Wrocław | 52:38 | Moje Bermudy Stal Gorzów Wielkopolski | Stadion Olimpijski we Wrocławiu Widzów: 3 500 Sędzia: Paweł Słupski |
| 6 runda 16 maja 2021 | 9. Woffinden ZZ 10. Janowski 13 (3,2,3,2,3,0) 11. Czugunow 14 (3,3,2,2,3,1) 12. Bewley 7 (0,1,3,1,1,1) 13. A. Łaguta 15 (2,3,3,3,1,3) 14. Panicz 0 (0,–,0) 15. M. Curzytek 1 (1,0,–) 16. Liszka 2 (1,1) | 52:38 | 1. Woźniak 3 (1,1,1,0,0) 2. Thomsen 9 (1,2,2,0,2,2) 3. Vaculík 5 (0,2,1,0,2) 4. Birkemose 0 (0,0,–,–) 5. Zmarzlik 14 (2,1,3,3,2,3) 6. Jasiński 5 (3,2,0,0) 7. Nowacki 2 (2,0,–) 8. Karczmarz ns | Stadion Olimpijski we Wrocławiu Widzów: 3 500 Sędzia: Paweł Słupski |

| 7 runda 28 maja 2021 | Moje Bermudy Stal Gorzów Wielkopolski | 50:40 | eWinner Apator Toruń | Stadion im. Edwarda Jancarza Widzów: 4 000 Sędzia: Paweł Słupski |
| 7 runda 28 maja 2021 | 9. Woźniak 10 (2,2,2,2,2) 10. Thomsen 10 (3,1,3,0,3) 11. Vaculík 10 (3,2,2,3,0) 12. Birkemose 1 (0,0,1,0) 13. Zmarzlik 13 (2,2,3,3,3) 14. Nowacki 1 (1,w,–) 15. Jasiński 5 (3,1,1) 16. Karczmarz ns | 50:40 | 1. Miedziński 1 (0,0,1,–) 2. Przedpełski 9 (3,3,0,2,1) 3. Żupiński ns (–,–,–,–,–) 4. Ch. Holder 9 (2,1,2,3,1) 5. J. Holder 12 (1,3,3,1,2,2) 6. Lewandowski 3 (2,1,–) 7. Marciniec 0 (0,0,0,0) 8. Lambert 6 (1,3,1,1,0) | Stadion im. Edwarda Jancarza Widzów: 4 000 Sędzia: Paweł Słupski |

| 8 runda 6 czerwca 2021 | Moje Bermudy Stal Gorzów Wielkopolski | 47:43 | Fogo Unia Leszno | Stadion im. Edwarda Jancarza Widzów: 3 000 Sędzia: Krzysztof Meyze |
| 8 runda 6 czerwca 2021 | 9. Woźniak 5 (0,3,1,0,1) 10. Birkemose 1 (1,–,–,–) 11. Vaculík 14 (3,3,2,3,3) 12. Thomsen 9 (2,1,3,1,2) 13. Zmarzlik 12 (3,2,3,3,1) 14. Jasiński 2 (2,0,0) 15. Nowacki 1 (1,0,0) 16. Karczmarz 3 (2,0,1) | 47:43 | 1. Sajfutdinow 8 (2,1,3,2,0) 2. Kołodziej 11 (1,3,2,2,3) 3. Lidsey 2 (1,0,1,0) 4. Doyle 11 (2,2,2,3,2) 5. Pi. Pawlicki 4 (0,1,1,2,0) 6. Ratajczak 6 (3,3,0) 7. Pludra 1 (w,0,1) 8. Sadurski ns | Stadion im. Edwarda Jancarza Widzów: 3 000 Sędzia: Krzysztof Meyze |

| 9 runda 20 czerwca 2021 | Motor Lublin | 46:43 | Moje Bermudy Stal Gorzów Wielkopolski | Stadion MOSiR Bystrzyca w Lublinie Widzów: 5 500 Sędzia: Krzysztof Meyze |
| 9 runda 20 czerwca 2021 | 9. G. Łaguta 9 (2,2,1,1,3) 10. Buczkowski 4 (3,1,0,–) 11. Hampel 8 (1,2,3,2,0) 12. Karion ns (–,–,–,–,–) 13. Michelsen 6 (1,3,1,w,1) 14. Lampart 7 (3,2,2,0) 15. Cierniak 3 (2,w,1) 16. Kubera 9 (2,1,1,2,3) | 46:43 | 1. Woźniak 7 (0,1,2,2,2) 2. Thomsen 8 (0,2,3,3,0) 3. Vaculík 10 (3,3,0,3,w,1) 4. Karczmarz 0 (0,0,–,–) 5. Zmarzlik 16 (3,3,3,2,3,2) 6. Jasiński 2 (1,1,0,0) 7. Nowacki 0 (0,–,0) | Stadion MOSiR Bystrzyca w Lublinie Widzów: 5 500 Sędzia: Krzysztof Meyze |

| 10 runda 25 czerwca 2021 | Moje Bermudy Stal Gorzów Wielkopolski | 49:41 | ZOOLeszcz DPV Logistic GKM Grudziądz | Stadion im. Edwarda Jancarza Widzów: 8 000 Sędzia: Piotr Lis |
| 10 runda 25 czerwca 2021 | 9. Woźniak 7 (3,3,t,1,w) 10. Thomsen 8 (3,2,w,0,3) 11. Vaculík 12 (2,3,3,3,1) 12. Karczmarz 4 (3,0,1,0) 13. Zmarzlik 12 (1,2,3,3,3) 14. Pytlewski 0 (0,0,0) 15. Jasiński 6 (3,0,2,1) 16. Birkemose ns | 49:41 | 1. Prz. Pawlicki 8 (0,1,3,2,2) 2. Kasprzak 7 (0,3,1,2,1) 3. Bjerre 5 (1,2,1,1) 4. Łachbaum 8 (2,1,2,3,0) 5. Pedersen 9 (2,1,2,2,2) 6. Zieliński 3 (2,1,0) 7. Orgacki 1 (1,0,0) 8. Krakowiak ns | Stadion im. Edwarda Jancarza Widzów: 8 000 Sędzia: Piotr Lis |

| 11 runda 2 lipca 2021 | Eltrox Włókniarz Częstochowa | 39:51 | Moje Bermudy Stal Gorzów Wielkopolski | Arena Częstochowa Widzów: 12 000 Sędzia: Krzysztof Meyze |
| 11 runda 2 lipca 2021 | 9. Madsen 11 (3,2,3,2,1) 10. Woryna 5 (2,1,2,0,0) 11. Smektała 3 (0,1,1,1,0) 12. Jeppesen 0 (0,0,–,–) 13. Lindgren 5 (2,1,d,1,1) 14. Miśkowiak 11 (3,3,2,2,1) 15. Świdnicki 4 (2,0,2) 16. Kowalski ns | 39:51 | 1. Woźniak 9 (1,2,1,3,2) 2. Thomsen 10 (1,3,0,3,3) 3. Vaculík 11 (2,2,3,2,2) 4. Karczmarz 1 (1,–,t,0) 5. Zmarzlik 18 (3,3,3,3,3,3) 6. Jasiński 4 (1,0,1,0) 7. Pytlewski 0 (0,0,0) | Arena Częstochowa Widzów: 12 000 Sędzia: Krzysztof Meyze |

| 12 runda 23 lipca 2021 | Moje Bermudy Stal Gorzów Wielkopolski | 48:42 | Marwis.pl Falubaz Zielona Góra | Stadion im. Edwarda Jancarza Widzów: 7 000 Sędzia: Piotr Lis |
| 12 runda 23 lipca 2021 | 9. Woźniak 12 (3,3,3,2,1) 10. Karczmarz 4 (2,1,0,0,1) 11. Vaculík 11 (2,2,2,3,2) 12. Thomsen 2 (1,d,1,0) 13. Zmarzlik 14 (3,3,3,3,2) 14. Jasiński 4 (3,w,1) 15. Pytlewski 1 (1,0,0) | 48:42 | 1. Fricke 9 (1,2,2,3,1,0) 2. Protasiewicz 6 (2,1,1,2,0) 3. Pawliczak 0 (0,–,u,–) 4. Žagar 10 (3,1,2,1,3) 5. Dudek 13 (0,3,2,3,2,3) 6. Osyczka 4 (2,1,0,1) 7. Tufft 0 (w,–,–) 8. Tonder ns | Stadion im. Edwarda Jancarza Widzów: 7 000 Sędzia: Piotr Lis |

| 13 runda 1 sierpnia 2021 | Moje Bermudy Stal Gorzów Wielkopolski | 30:42 | Betard Sparta Wrocław | Stadion im. Edwarda Jancarza Widzów: 12 000 Sędzia: Artur Kuśmierz |
| 13 runda 1 sierpnia 2021 | 9. Birkemose 1 (1,0,–,–) 10. Thomsen 7 (3,2,2,0) 11. Vaculík 11 (2,1,3,2,3) 12. Karczmarz 1 (0,0,1,–) 13. Zmarzlik 9 (2,1,3,3) 14. Ralcewicz 0 (d,–,0) 15. Pytlewski 1 (1,d,0,0) | 30:42 | 1. Woffinden 4 (w,2,1,1) 2. Czugunow 5 (1,3,0,1) 3. A. Łaguta 7 (3,3,1) 4. Bewley 9 (2,2,2,3) 5. Janowski 6 (3,3,d) 6. Liszka 6 (3,1,2) 7. M. Curzytek 5 (2,1,2) 8. Panicz ns | Stadion im. Edwarda Jancarza Widzów: 12 000 Sędzia: Artur Kuśmierz |

| 14 runda 22 sierpnia 2021 | eWinner Apator Toruń | 50:40 | Moje Bermudy Stal Gorzów Wielkopolski | Motoarena Toruń im. Mariana Rosego Widzów: 8 000 Sędzia: Paweł Słupski |
| 14 runda 22 sierpnia 2021 | 9. Przedpełski 5 (2,2,0,1) 10. J. Holder 11 (3,3,2,3,0) 11. Ch. Holder 10 (1,3,3,2,1) 12. Miedziński 9 (3,2,1,2,1) 13. Marciniec ns (–,–,–,–,–) 14. Żupiński 1 (1,0,0) 15. Lewandowski 4 (2,1,1) 16. Lambert 10 (2,2,3,1,2) | 50:40 | 1. Zmarzlik 17 (3,d,3,3,3,3,2) 2. Thomsen 10 (1,0,1,3,2,3) 3. Birkemose 2 (0,1,1,0,0) 4. Karczmarz 3 (1,0,2,0,0,–) 5. Vaculík ZZ 6. Jasiński 8 (3,2,1,2,0) 7. Pytlewski 0 (0,0,–) | Motoarena Toruń im. Mariana Rosego Widzów: 8 000 Sędzia: Paweł Słupski |

| 15 runda 5 września 2021 | Moje Bermudy Stal Gorzów Wielkopolski | 41:49 | Motor Lublin | Stadion im. Edwarda Jancarza Widzów: 10 000 Sędzia: Artur Kuśmierz |
| 15 runda 5 września 2021 | 9. Woźniak 6 (3,1,0,0,2) 10. Thomsen 10 (2,3,2,1,1,1) 11. Vaculík 5 (1,1,1,2,0) 12. Karczmarz 0 (0,–,–,–) 13. Zmarzlik 18 (3,3,3,3,3,3) 14. Nowacki 0 (0,t,–) 15. Jasiński 2 (1,0,w,1) 16. Birkemose 0 (w) | 41:49 | 1. Michelsen 12 (2,2,3,3,2) 2. Karion ns (–,–,–,–,–) 3. Hampel 5 (0,3,2,0) 4. Buczkowski 8 (3,2,1,2,0) 5. G. Łaguta 10 (1,2,2,2,3) 6. Lampart 4 (3,1,0) 7. Cierniak 2 (2,0,0 8. Kubera 8 (2,1,1,3,1) | Stadion im. Edwarda Jancarza Widzów: 10 000 Sędzia: Artur Kuśmierz |

| 16 runda 12 września 2021 | Motor Lublin | 47:43 | Moje Bermudy Stal Gorzów Wielkopolski | Stadion MOSiR Bystrzyca w Lublinie Widzów: 10 000 Sędzia: Krzysztof Meyze |
| 16 runda 12 września 2021 | 9. G. Łaguta 2 (1,1,d,w) 10. Karion ns (–,–,–,–,–) 11. Hampel 7 (0,3,1,2,1) 12. Buczkowski 8 (0,2,2,2,2) 13. Michelsen 11 (2,3,3,3,–) 14. Lampart 4 (3,1,0) 15. Cierniak 5 (2,2,1,0) 16. Kubera 10 (3,2,2,1,2) | 47:43 | 1. Woźniak 8 (2,1,1,3,1) 2. Thomsen 8 (1,0,3,1,3,0) 3. Vaculík 8 (3,1,1,0,3) 4. Birkemose 0 (0,0,–,–) 5. Zmarzlik 16 (3,3,2,3,2,3) 6. Jasiński 3 (1,2,0,0) 7. Nowacki 0 (0,–,0) 8. Karczmarz ns | Stadion MOSiR Bystrzyca w Lublinie Widzów: 10 000 Sędzia: Krzysztof Meyze |

| 17 runda 19 września 2021 | Fogo Unia Leszno | 41:49 | Moje Bermudy Stal Gorzów Wielkopolski | Stadion im. Alfreda Smoczyka Widzów: 6 000 Sędzia: Paweł Słupski |
| 17 runda 19 września 2021 | 9. Sajfutdinow 2 (1,1,0,–,0) 10. Kołodziej 11 (3,3,1,2,2,0) 11. Lidsey 2 (0,0,2,–) 12. Doyle 12 (2,2,1,3,3,1) 13. Pi. Pawlicki 4 (0,2,2,0,–) 14. Sadurski 3 (2,1,0) 15. Ratajczak 7 (1,1,2,3) | 41:49 | 1. Woźniak 4 (2,0,2,0) 2. Thomsen 12 (3,3,3,1,2) 3. Vaculík 9 (3,3,1,1,1) 4. Karczmarz 9 (2,1,3,1,2) 5. Zmarzlik 12 (1,2,3,3,3) 6. Jasiński 3 (3,0,0) 7. Nowacki 0 (0,0,0) 8. Pytlewski ns | Stadion im. Alfreda Smoczyka Widzów: 6 000 Sędzia: Paweł Słupski |

| 18 runda 26 września 2021 | Moje Bermudy Stal Gorzów Wielkopolski | 49:41 | Fogo Unia Leszno | Stadion im. Edwarda Jancarza Widzów: 7 297 Sędzia: Piotr Lis |
| 18 runda 26 września 2021 | 9. Woźniak 11 (2,2,3,3,1) 10. Thomsen 7 (2,1,1,0,3) 11. Vaculík 12 (3,3,2,3,1) 12. Karczmarz 3 (1,2,0,0) 13. Zmarzlik 14 (2,3,3,3,3) 14. Nowacki 1 (1,0,0) 15. Jasiński 1 (w,0,1) 16. Pytlewski ns | 49:41 | 1. Pi. Pawlicki 6 (1,2,w,1,2) 2. Kołodziej 5 (0,1,2,2,0) 3. Lidsey 0 (0,0,–,–) 4. Doyle 10 (3,1,2,2,2) 5. Sajfutdinow 11 (3,3,3,2,–) 6. Ratajczak 7 (3,1,1,1,1,0) 7. Sadurski 2 (2,0,0) | Stadion im. Edwarda Jancarza Widzów: 7 297 Sędzia: Piotr Lis |

### Bilans meczów
| Runda    | 1 | 2 | 3 | 5 | 6 | 4 | 7 | 8 | 9 | 10 | 11 | 12 | 13 | 14 | 15 | 16 | 17 | 18 |
| Miejsce  | W | D | W | W | W | D | D | D | W | D  | W  | D  | D  | W  | D  | W  | W  | D  |
| Rezultat | Z | Z | Z | Z | P | P | Z | Z | P | Z  | Z  | Z  | P  | P  | P  | P  | Z  | Z  |
| Pozycja  | 2 | 1 | 1 | 1 | 1 | 3 | 3 | 2 | 2 | 2  | 2  | 2  | 2  | 3  | 3  | 3  | 3  | 3  |

Legenda:       runda zasadnicza: kolejki 1-14;       play-off: kolejki 15-18;       1. miejsce;       2. miejsce;       3. miejsce;       baraż o prawo startu w ekstralidze w 2022 roku;       spadek
D – mecz rozgrywany u siebie; W – mecz rozgrywany na wyjeździe; Z – zwycięstwo; P – przegrana; R – remis